# Galbulae
De Galbulae (synoniem: Galbuloidea, Galbuli) of glansvogelachtigen zijn een onderorde van de spechtvogels. Alle soorten uit de groep leven in het Neotropisch gebied (Midden- en Zuid-Amerika).

## Indeling
De Galbulae omvat de volgende families:
- Glansvogels (Jacamaridae)
- Baardkoekoeken (Galbulidae)

## Evolutie
De oudst bekende vorm uit de Galbulae is Jacamatia, die ongeveer 30 miljoen jaar geleden tijdens het Vroeg-Oligoceen in Europa leefde. In de loop van het Oligoceen bereikte een stamvorm Zuid-Amerika, waarna de ontwikkelingslijnen van de glansvogels en baardkoekoeken zich splitsen. Moleculair onderzoek wijst er op dat eerste ontwikkelingslijnen van de moderne geslachten zich in het Laat-Oligoceen (27-25 miljoen jaar geleden) ontwikkelden.  Bij de baardkoekoeken is Nonnula de oudste afsplitsing. De oudste aftakking bij de glansvogels is die van Brachygalba en Jacamaralcyon. Moleculair onderzoek laat ook zien dat de glansvogels en baardkoekoeken zich pas na het sluiten van de landengte van Panama van Zuid-Amerika naar Midden-Amerika uitbreidden tijdens de Great American Biotic Interchange.